# Vörösbarna vargánya
A vörösbarna vargánya (Boletus pinophilus) a tinórufélék családjába tartozó, Európában honos, fenyvesekben (ritkábban lomberdőkben) élő, ehető gombafaj. 

## Megjelenése
A vörösbarna vargánya kalapja 5-20 (25) cm széles, fiatalon félgömb alakú, majd domborúan, széles domborúan (nem teljesen laposan) kiterül. Széle sokáig begöngyölt, majd hullámos. Felszíne sima, bőrszerű, fiatalon hamvas, később csupasz, zsíros tapintású, kissé tapadós lehet. Színe borvöröses árnyalatú barna, vörösbarna vagy csokoládébarna. 
Húsa vastag, fiatalon tömör, később puha. Színe fehér, a kalapbőr alatt vöröses; sérülésre nem változik. Szaga gyenge, kellemesen gombaszerű, íze jó, némileg diószerű.
A tönk előtt felkanyarodó termőrétege csöves szerkezetű. A pórusok szűkek. Színe eleinte fehér, később krémszínű, halványsárga, végül olívsárga; nyomásra, sérülésre nem változik. 
Tönkje 5-12 cm magas és 5-8 cm vastag. Alakja vaskos, hasas, fiatalon szinte gömbszerű is lehet. Színe fehéres vagy világosbarna; hálózatosan mintás, a hálózat felül fehéres, lent barnás.
Spórapora olívbarna. Spórája orsó alakú, sima, mérete 15,5–20 x 4,5–5,5 µm.

### Hasonló fajok
Az ízletes vargányával, a nyári vargányával vagy a bronzos vargányával lehet összetéveszteni.  

## Elterjedése és termőhelye
Európában honos; inkább északon gyakori, délen a hegyvidékekre korlátozódik. 
Elsősorban fenyvesekben fordul elő, luc- és erdeifenyővel létesít gyökérkapcsoltságot. Ritkábban lomberdőkben bükk, tölgy, szelídgesztenye alatt is megtalálható. Nyártól ősz végéig terem. 

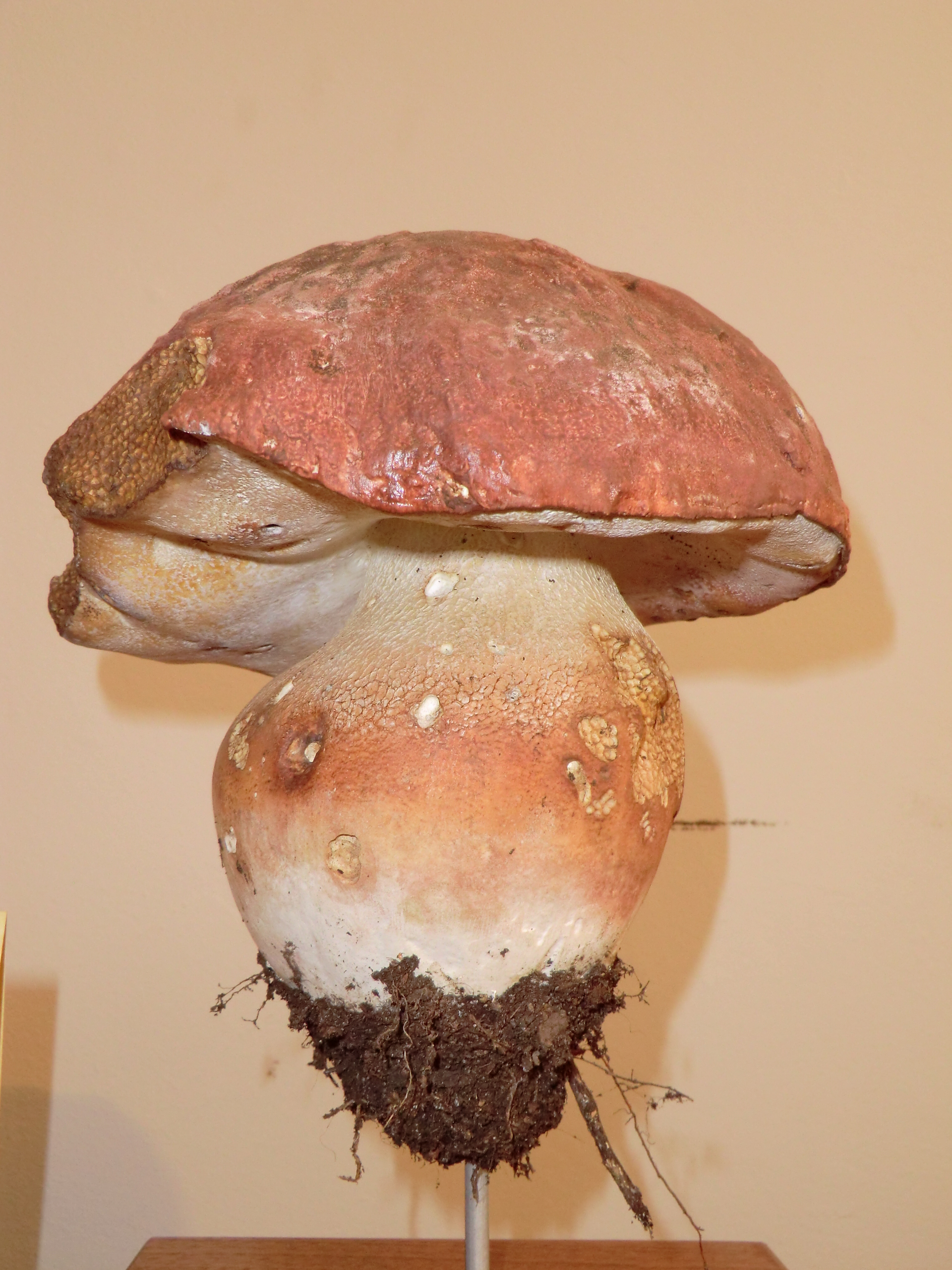
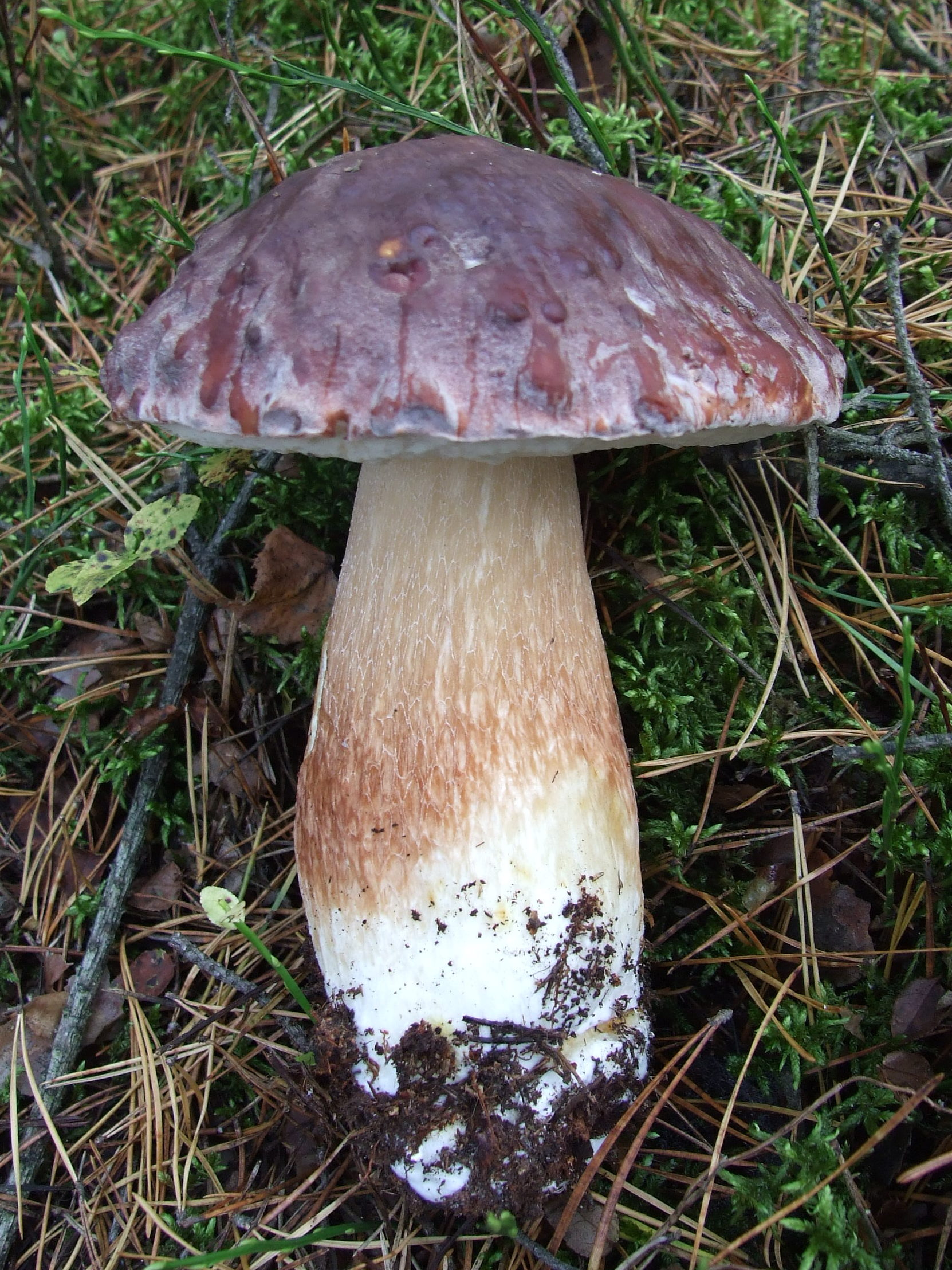
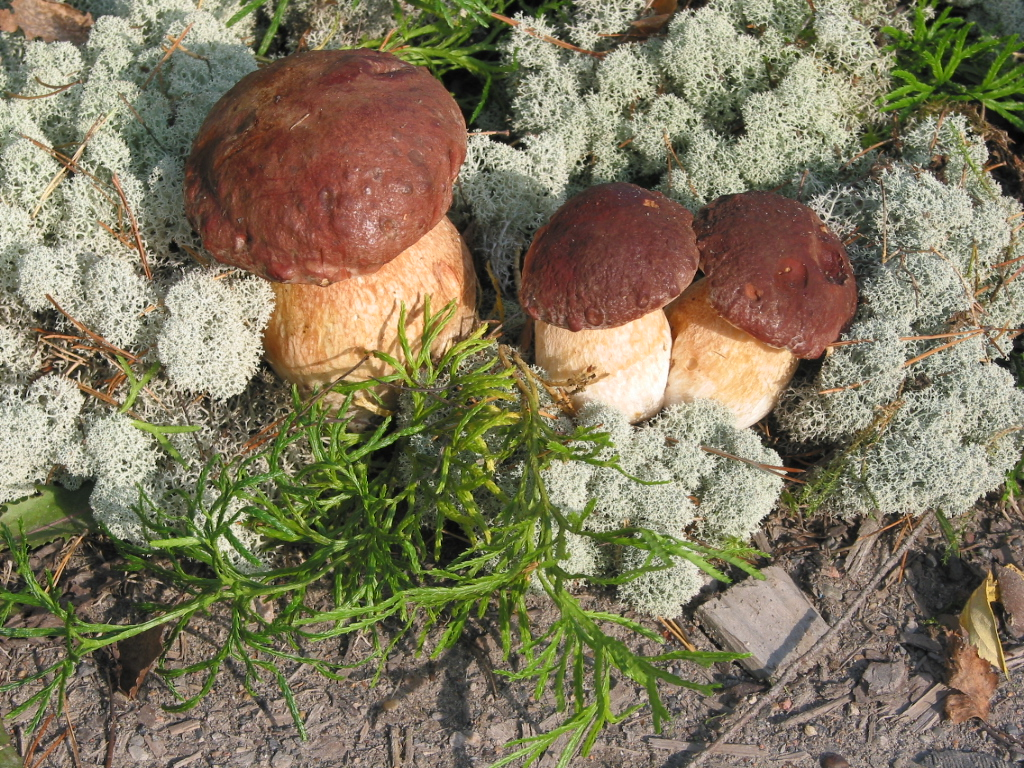
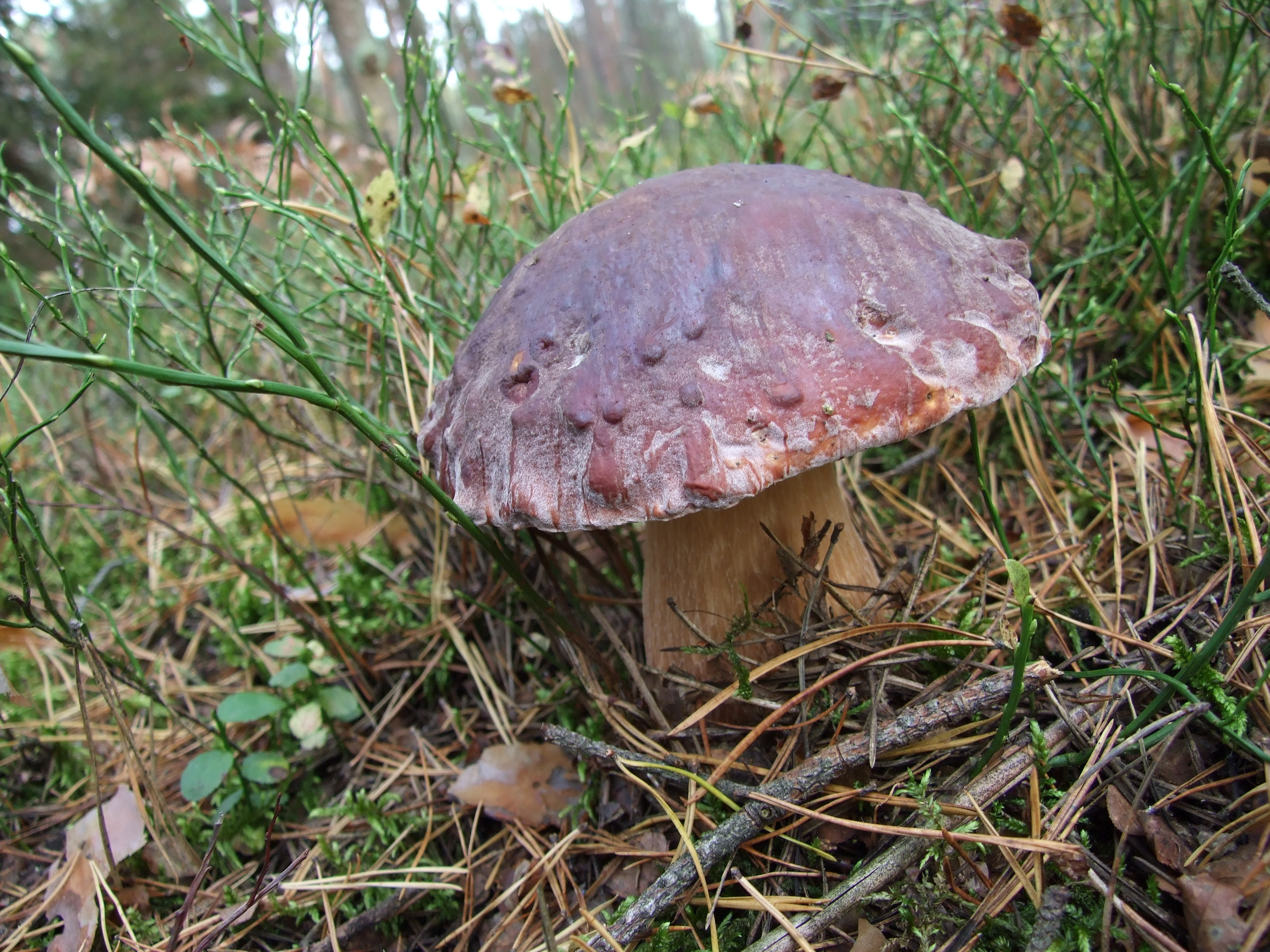
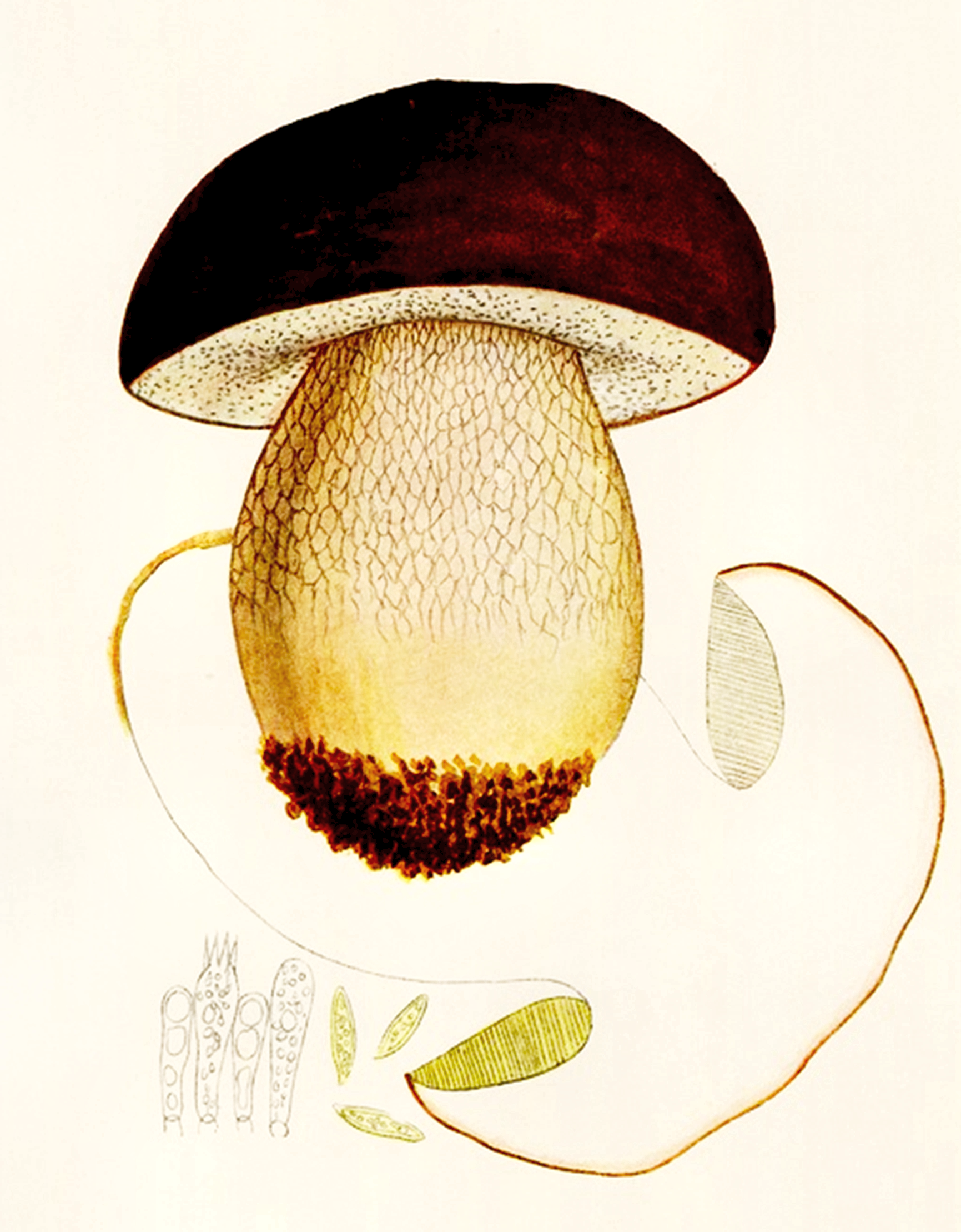

Ehető, ízletes gomba. 